# HKC
A HKC Overseas Limited távol-keleti cég, melynek fő tevékenysége az LCD és TFT monitorok és egyéb számítógép perifériák gyártása. Ezekkel a termékekkel a kínai piacon vezető szerepet játszik.
A HKC 1997-ben alakult, székhelye Kínában, Sencsen városában található. 1998-ban stratégiai együttműködési megállapodást kötöttek a Samsunggal és Foxconnal. 2004-ben alapították a HKC Europe B.V.-t, amely a cég európai marketing, logisztikai és szolgáltaó tevékenységének irányítóközpontja. 2007-ben leányvállalatokat alapított Hollandiában, Indiában és Oroszországban. Ugyanebben az évben új ipari park építését kezdték el Sencsenben, amely 2010-re készült el. A 230 ezer négyzetméter területű gyártótérben 5064 munkás dolgozik.